# Станция EG 5300

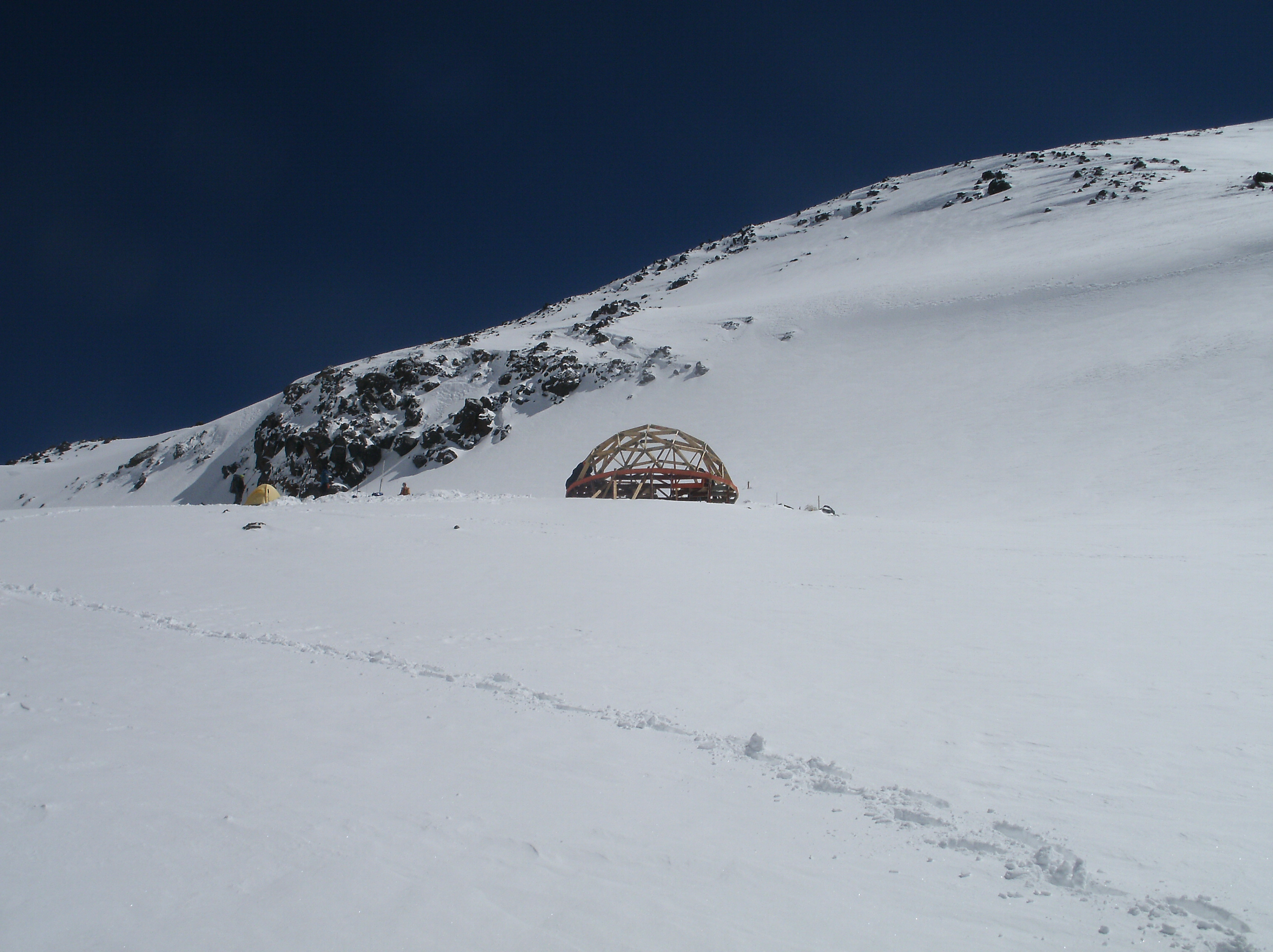
Строительство станции

Станция EG 5300, или Station EG 5300, — социальный проект Федерации альпинизма России по строительству спасательного приюта на седловине Эльбруса.

## История восхождений на Эльбрус
Каждый год на высшую точку Европы — Эльбрус совершают восхождения до десяти и более тысяч человек[сколько?]. Из-за уникальной красоты и большой высоты эта гора привлекает туристов и альпинистов со всего мира, и в погожие летние дни, когда сезон наиболее благоприятен для восхождений, из лагерей выходят десятки, а иногда и сотни человек, чтобы подняться на одну из вершин. Несмотря на длительную историю восхождений, подъём на Эльбрус остается непростой задачей. Потухший вулкан, несмотря на видимую близость, на самом деле является огромной, по сравнению с соседними, горой, простирающейся на многие километры вокруг. Подъём к вершинам стоит серьёзных физических усилий, а с учётом кислородного голодания, путешествие, как правило, оказывается труднее, чем представлялось внизу.
После того как Эльбрус был «освоен», со всех сторон света новые «покорители» стали придумывать различные искусственные условия, которые делали восхождение оригинальным (спуск с вершины на сноуборде, подъём на мотоциклах и даже автомобиле). Для профессиональных же альпинистов Эльбрус — это, чаще всего, испытание высотой и подготовка к более высоким горам (например, Гималаям).

## Климатические особенности Эльбруса
Как на любых других горах, климат на Эльбрусе отличается переменчивостью. Метеорологические показатели могут быстро меняться, принося ледяной холод вслед за летней жарой. Облака в считанные минуты могут скрыть все ориентиры, и тогда путнику придется полагаться только на себя.
Межсезонье — то есть, весенние и осенние месяцы — является наиболее опасным периодом для восхождений из-за неустойчивой погоды. Температура в районе вершин Эльбруса даже в мае может опускаться до −40…−50 °C, а с учётом свойственных для высокогорья ветров находиться в таких условиях является крайне опасным для человека.

## Статистика несчастных случаев на Эльбрусе
По данным поисково-спасательного отряда Приэльбрусья, ежегодно на Эльбрусе погибает до десяти и более человек[сколько?]. Чаще всего это происходит из-за ошибок в стратегии восхождения, которые приводят к фатальной ситуации. Прямой причиной гибели людей обычно бывает замерзание либо падение в трещину при попытке спуститься.
В мае 2006 года группа альпинистов, состоящая из 12 человек, совершила попытку восхождения на Эльбрус. В результате наступления плохой погоды и потери видимости участники заблудились, а затем замёрзли, пытаясь спуститься в лагерь. Из всей группы вернулся вниз только один человек. Этот случай, как и все подобные, широко обсуждался на альпинистских форумах.

## Проект строительства приюта на седловине Эльбруса
В целях минимизации подобных трагических ситуаций, родилась идея строительства спасательного приюта на седловине этой горы. Инициатором идеи стал альпинист из Норильска Дмитрий Гурьянов, и, спустя некоторое время, проект был поддержан Федерацией альпинизма России. Генеральным спонсором проекта выступил бренд Earth Gear, являющийся подразделением компании Sprandi Ltd. Новый приют планируется сделать открытым и бесплатным для посещения.

## Экспедиции проекта
Летом 2006 года под эгидой ФАР была проведена первая экспедиция на Эльбрус, в рамках которой планировалось произвести строительство приюта. В виду недоработок в проекте конструкции, а также непредвиденного отсутствия авиации, которую планировалось использовать для доставки груза, стадия строительства была перенесена на 2009-й год, а во время экспедиции её участниками был отработан рабочий процесс на высоте 5300 м. Также были проведены дополнительные исследования грунта, что дало больше информации для будущего проекта.
Участниками экспедиции стали волонтёры из России и Украины, которые вызвались помочь в этом проекте.
Официальное открытие станции состоялось 1 сентября 2010 года, но уже в октябре станция была обнаружена в разрушенном состоянии. Работы по восстановлению планировались начать весной 2011 года.
Начавшиеся в июле 2011 года работы перенесли на июнь 2012 года из-за контртеррористической операции в Кабардино-Балкарии. За июль участники проекта успели демонтировать разрушенную, старую хижину.